# یواس‌اس پروت
یواس‌اس پروت ممکن است به یکی از موارد زیر اشاره داشته باشد:
- یواس‌اس پروت (ام‌اس‌سی-۱۹۷)
- یواس‌اس پروت (دی‌دی-۲۱۸)